# Anello aromatico semplice
Gli anelli aromatici semplici, noti anche come areni semplici o composti aromatici semplici, sono composti organici aromatici che consistono di un sistema ciclico a struttura planare in cui tutti gli atomi coinvolti condividono tramite i loro orbitali p un totale di 4n+2 elettroni, dove n è un intero non negativo (regola di Hückel). Spesso hanno nomi comuni derivanti dall'uso consolidato. Essi si trovano di solito come parte di molecole più complesse. Tipici anelli aromatici semplici sono il benzene e l'indene.
Gli anelli aromatici semplici possono essere eterociclici se uno o più atomi dell'anello sono eteroatomi, cioè atomi diversi dal carbonio, per esempio azoto, ossigeno o zolfo. Possono essere monociclici come il benzene, biciclici come il naftalene, triciclici come l'antracene o policiclici come il pirene.

## Criteri di aromaticità
- La molecola deve essere ciclica e avere geometria planare.
- Ogni atomo presente nell'anello deve essere ibridato sp2 con il restante orbitale p non ibridato, che si  sovrappone lateralmente con gli orbitali p degli altri atomi dell'anello (sistema completamente coniugato).
- Deve contenere un numero dispari di coppie di elettroni π che soddisfino la regola di Hückel: (4n + 2) elettroni π, con n numero intero maggiore o uguale a zero.

Al contrario molecole con 4n elettroni π sono antiaromatiche (da non confondere con non aromatiche).

## Elenco di anelli aromatici
| Anelli a 5 atomi | Anelli a 5 atomi condensati con anelli a 6 atomi | Anelli a 5 atomi condensati con anelli a 6 atomi |  |
| Pirrolo          | Indolo                                           | Carbazolo                                        |  |
| Furano           | Benzofurano                                      | Dibenzofurano                                    |  |
| Tiofene          | Benzotiofene                                     | Dibenzotiofene                                   |  |
| Imidazolo        | Benzimidazolo                                    | Purina                                           |  |
| Pirazolo         | Indazolo                                         |                                                  |  |
| Ossazolo         | Benzossazolo                                     |                                                  |  |
| Tiazolo          | Benzotiazolo                                     |                                                  |  |
| 1,2,3-Triazolo   | 1,2,4-Triazolo                                   |                                                  |  |
| Anelli a 6 atomi | Anelli a 6 atomi condensati con anelli a 6 atomi | Anelli a 6 atomi condensati con anelli a 6 atomi |  |
| Benzene          | Naftalene                                        | Antracene                                        |  |
| Piridina         | Chinolina                                        | Acridina                                         |  |
| Pirazina         | Chinossalina                                     | Fenazina                                         |  |
| Pirimidina       | Chinazolina                                      | Pteridina                                        |  |
| Piridazina       | Cinnolina                                        | Ftalazina                                        |  |
| 1,2,3-Triazina   | 1,2,4-Triazina                                   | 1,3,5-Triazina                                   |  |